# 鰭

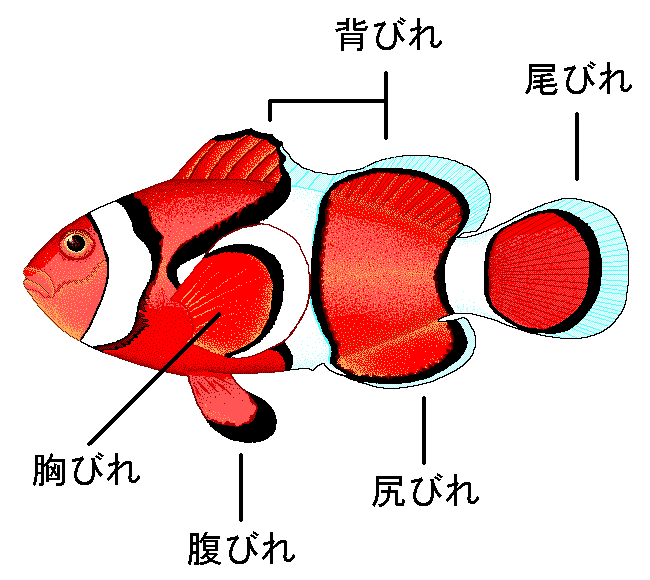
魚類のひれ

ひれ（鰭）は、主に魚類などの脊椎動物が持つ、水中で動かし水をかいたり水流を制御したりすることによって、主として身体姿勢を制御することに使用する運動器である。体から薄膜状に突出する。その内部に骨や軟骨による支えがある場合が多い。
種によっては、水底の歩行、威嚇、子育てのために卵へ酸素を多く含んだ水を送るためにも使われることがあるが稀である。

## ひれを持つ動物

### 脊索動物

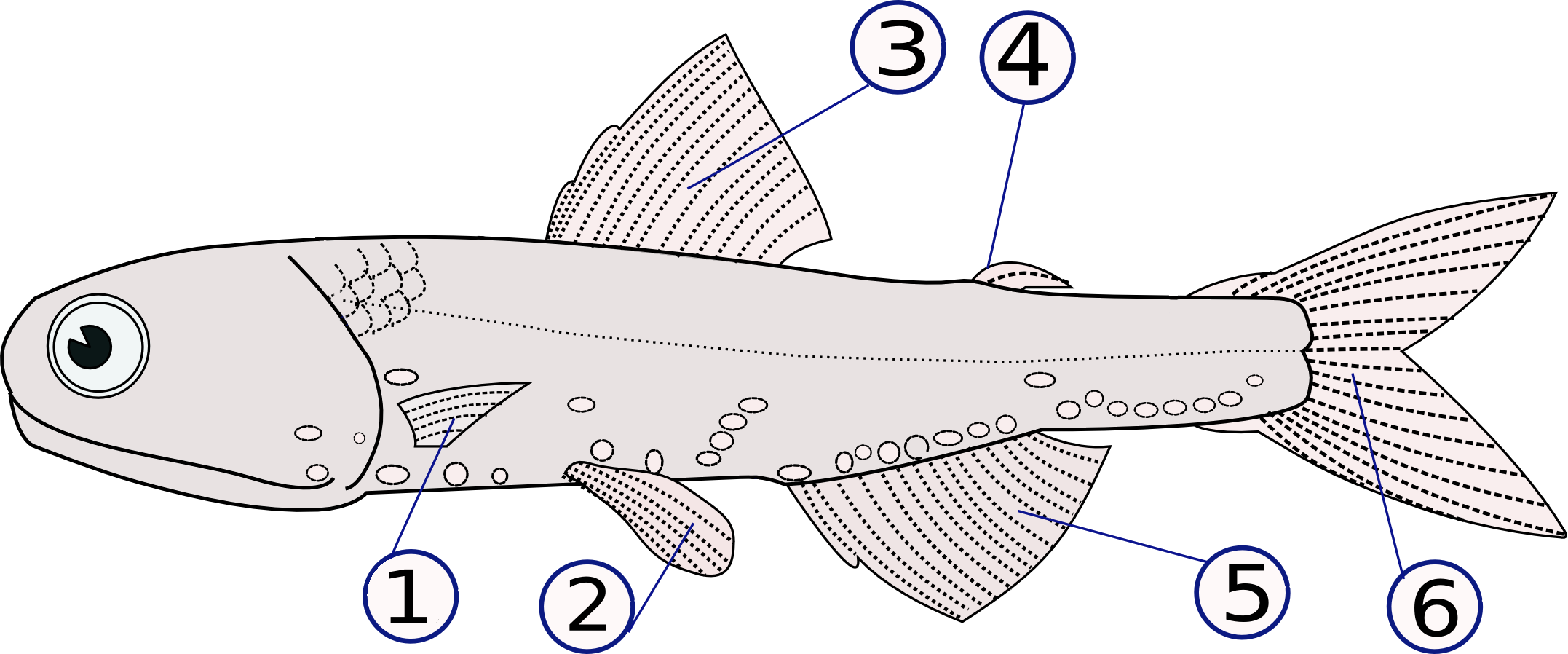
魚類のひれ
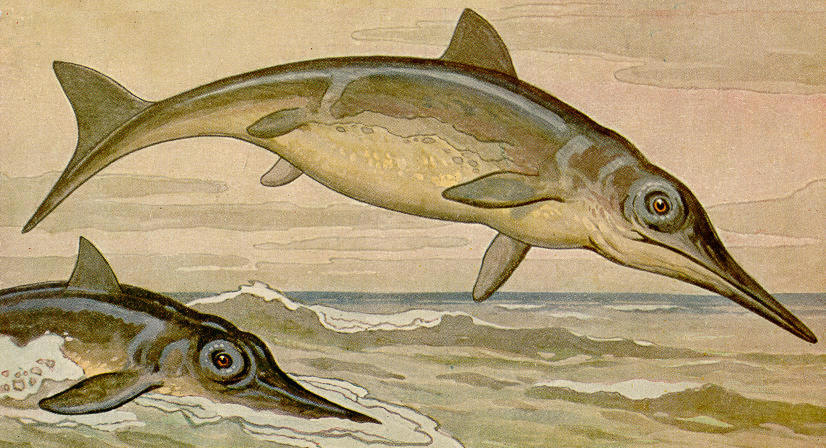
イクチオサウルス
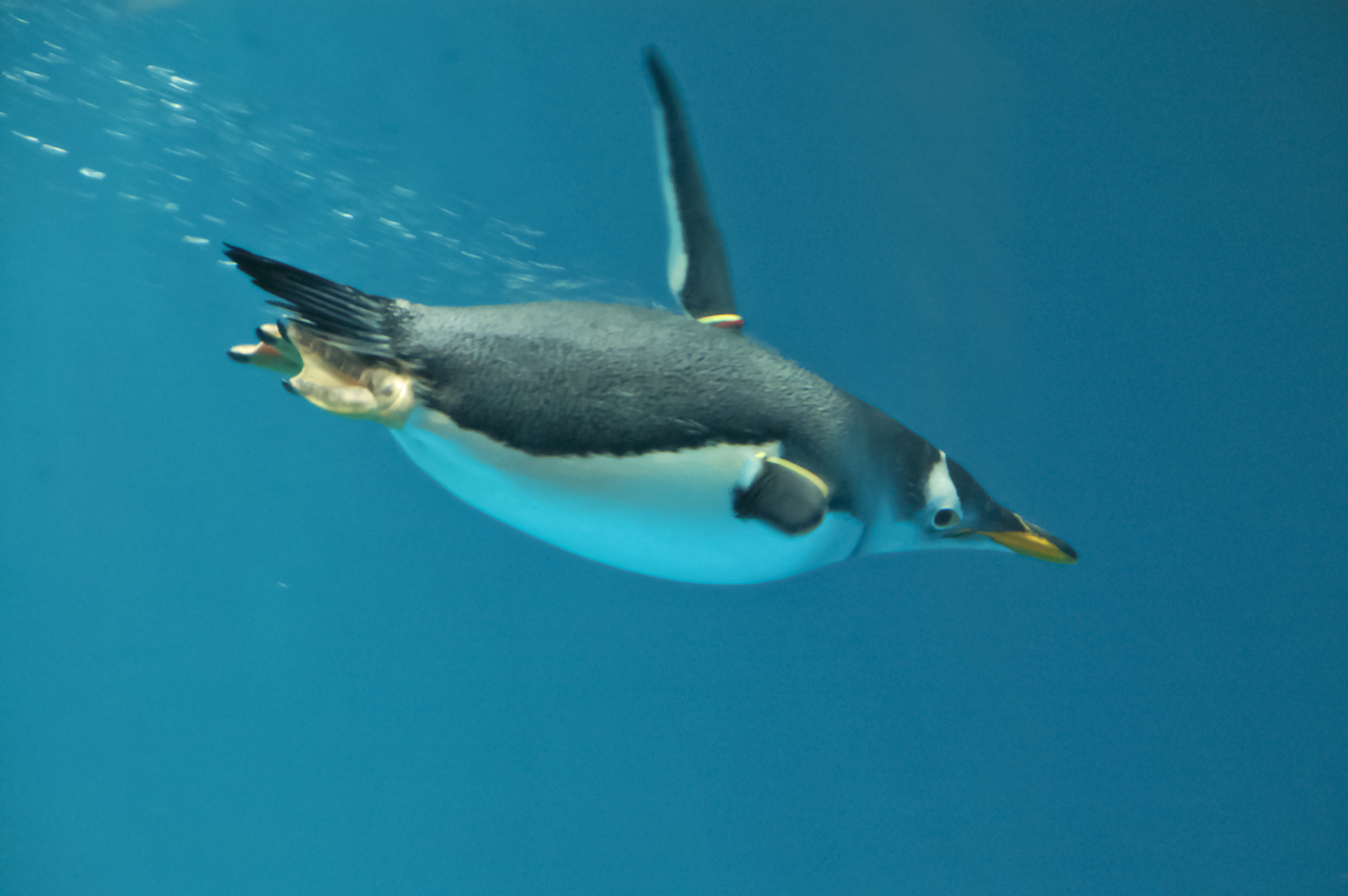
ジェンツーペンギン
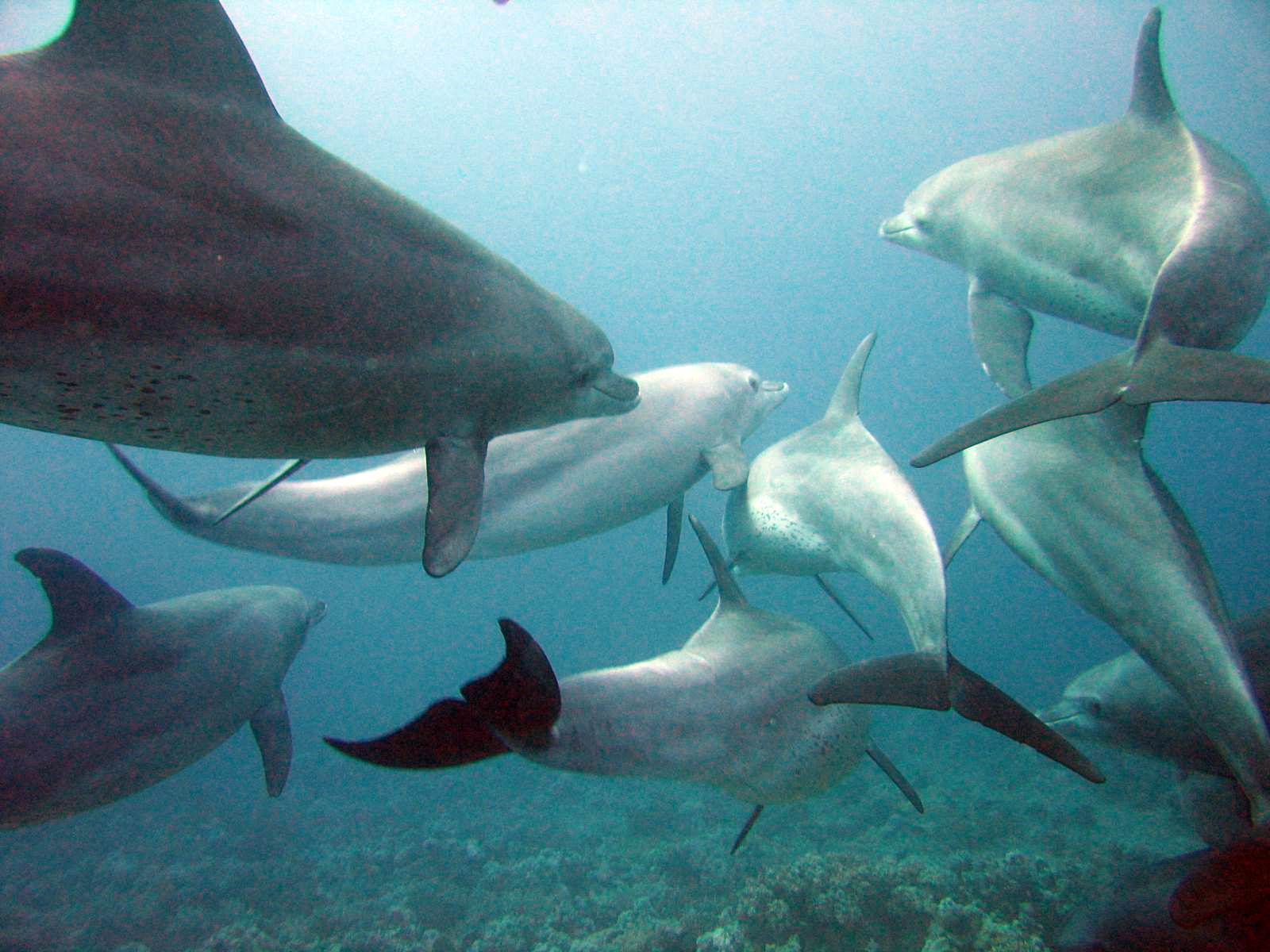
ミナミハンドウイルカ

脊索動物、細長い体の中心に脊索という支えを持ち、全身を左右にくねらせることで遊泳する方向に進化したと見られる。これに対応して、その体は左右に扁平になっている。さらにその体の縁に沿って体壁が薄膜状に伸びたものがひれである。これは体面積を広げ、推進力を増す効果があると考えられる。このようなひれは正中線に沿って発達し、体周を取り巻き、特に体の後半部に発達する。このようなひれを不対鰭といい、脊椎動物の無顎類・魚類・両生類に見られる。魚類では背びれ、尾びれ、尻びれがこれに当たる。
これに対して体の主に腹面から左右に突き出したひれが魚類にはあり、これは対鰭といわれる。原始的なものでは左右に水平に広がり、主に体の安定に寄与したと考えられるが、次第にその構造を複雑化し、多様な方法で使われるようになった。胸びれと腹びれがこれに当たる。これは無顎類にはなく、それ以降に発達したものである。また、それらは脊椎動物の陸上進出に際し、四肢に変化した。またそれに並行して、陸上での運動に寄与しない不対鰭は消失した。
哺乳類、爬虫類、鳥類のひれは、すべて二次的に形成されたものである。たとえばクジラや魚竜の胸びれや腹びれ様の鰭は脚や翼から二次的に変化したものである。ただしそれらも元は魚類のひれだった器官である。
英語では、魚のような流体制御目的のヒレをフィン（Fin）、クジラやカメやペンギンのような四肢が変化したフリッパー（英語版:Flipper）の使い分けが見られる。

ナメクジウオの構造（4：尾びれ）

脊椎動物以外の脊索動物、例えばナメクジウオ（頭索動物）にも背びれや尾びれがあり、その様子は無顎類のそれに似ている。これは脊椎動物のそれらと相同である可能性がある。
- 無顎類 - ヤツメウナギなど（広義の魚類ではあるが多くの魚類が属する顎口上綱とは別の系統群であり、胸びれや腹びれのような対鰭をもたない）
- 魚類 - ほぼ全て
- 両生類
  - カエルの幼生（オタマジャクシ）
- 爬虫類
  - ウミガメ
  - 魚竜、首長竜、モササウルス（絶滅）
- 鳥類
  - ペンギン
- 哺乳類
  - クジラ類（クジラ、イルカ）
  - 鰭脚類（アシカ、アザラシ）
  - 海牛類（ジュゴン、マナティー）

### その他の動物
脊索動物以外の動物群においても、明確にひれをもつ例がある。

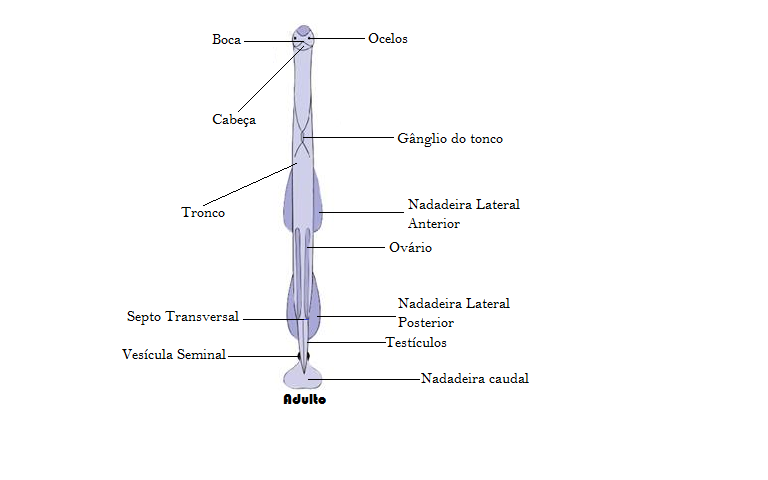
ヤムシ
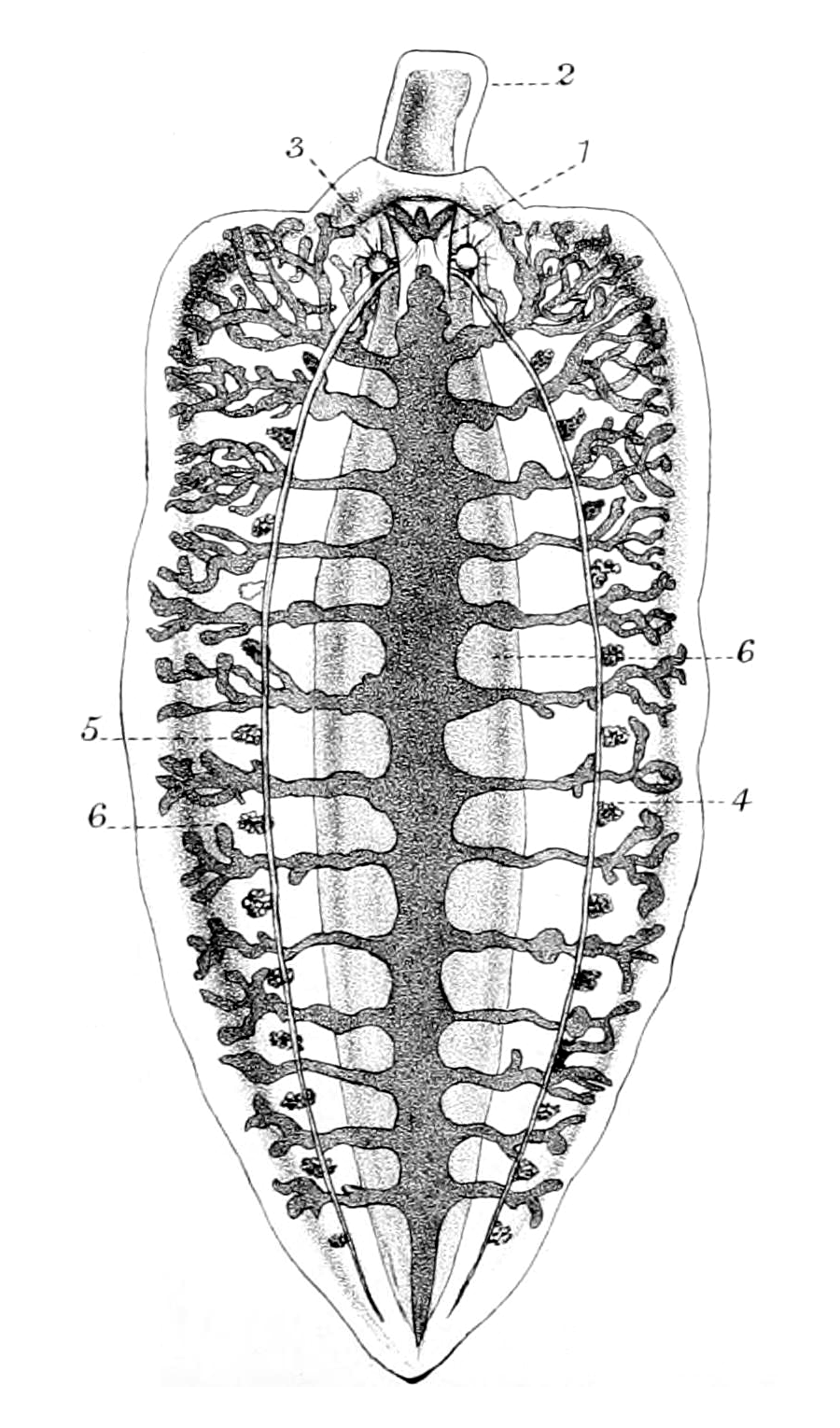
オヨギヒモムシ類
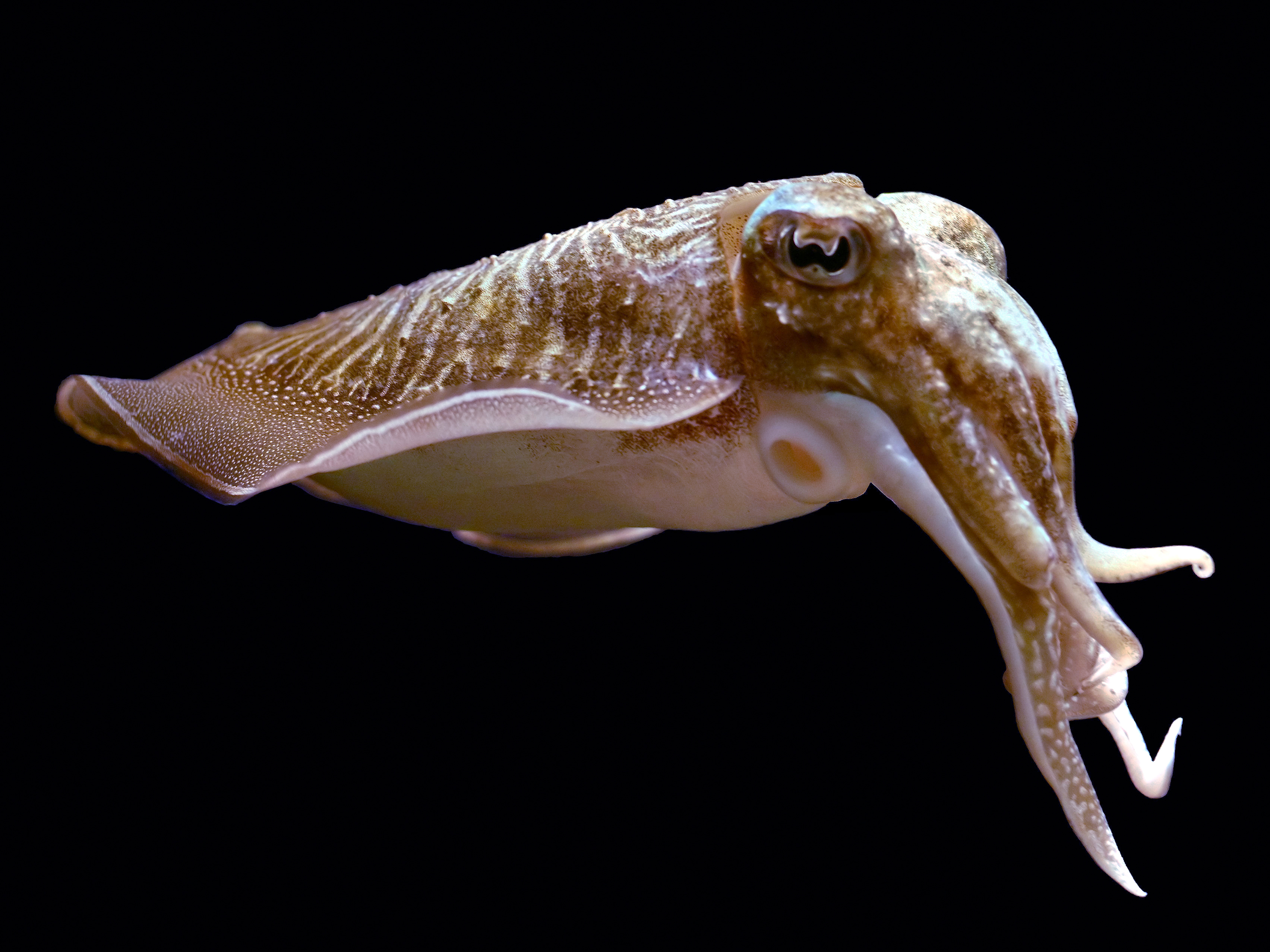
ヨーロッパコウイカ
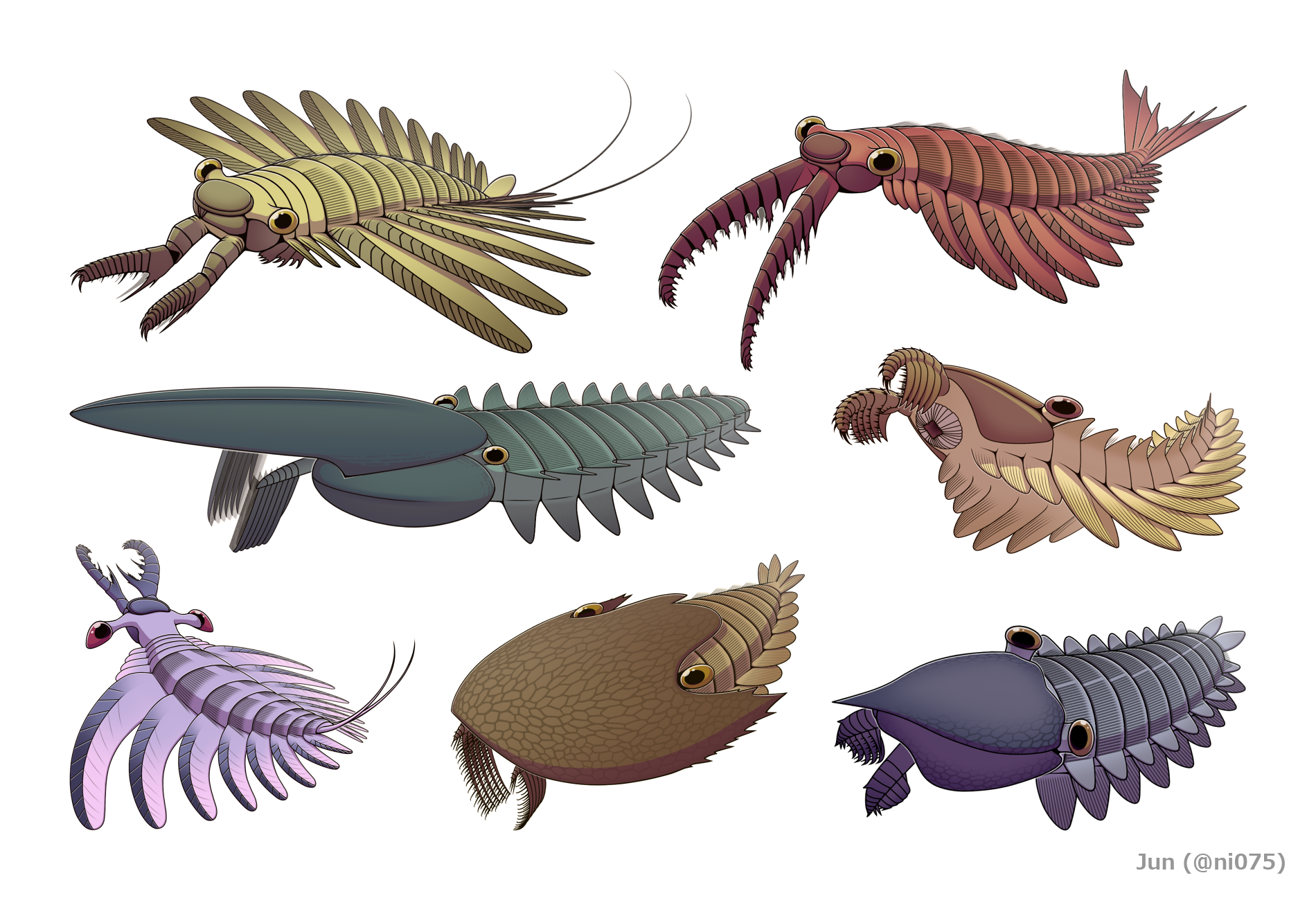
ラディオドンタ類

- ヤムシ類（毛顎動物）の体の側面と尾にひれがあり、いずれも体に対して水平に左右相称な形を取る[2]。
- ヒモムシ類（紐形動物）のオヨギヒモムシ類は、体の左右が張り出して一面のひれとなる。
- 軟体動物の中で明確にひれをもつ例は主に頭足類であり、メンダコ、ジュウモンジダコ類、イカなどが挙げられる。これらの動物のひれは外套膜の左右に備わり、コウイカ類に至ってはひれの付け根がほぼ外套膜の全長に及ぶほどである。腹足類の中で翼足類（カメガイ、クリオネなど）は遊泳生活に適しており、腹足が左右に広げてひれのような翼足となる。
- 基盤的な節足動物と考えられる古生物ラディオドンタ類およびその近縁（オパビニア、ケリグマケラなど）は、各胴節が対になるひれをもつ。これらのひれは前後で重なった部分があり、あわせて一面の大きなひれのように機能していたと考えられる[3]。現生節足動物の中でもひれらしき付属肢（関節肢）をもつ例はあるが、鰓脚もしくは遊泳脚と呼ばれる。

## 水かきや扁平化

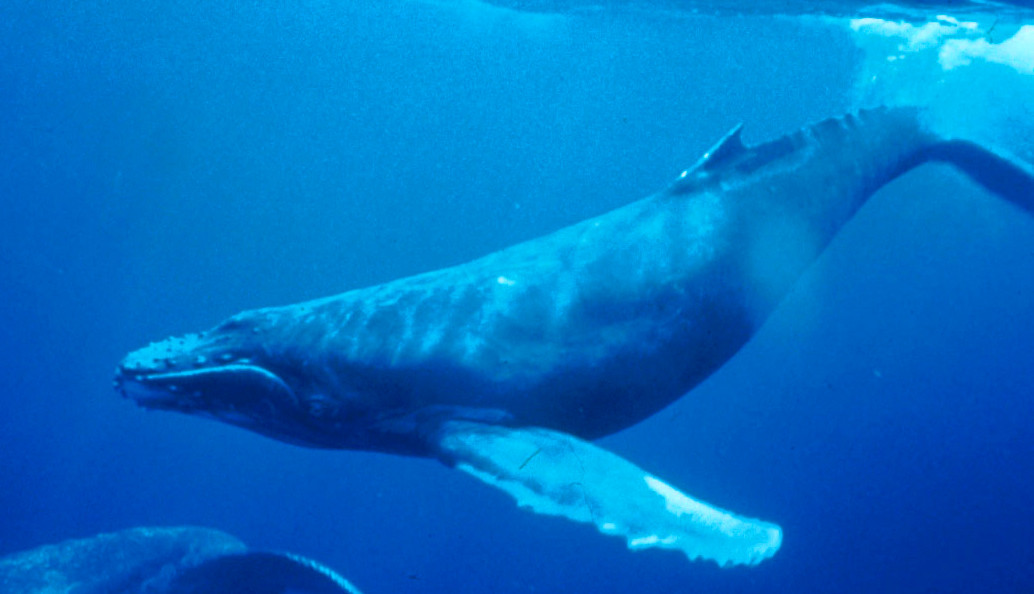
ザトウクジラ。巨大な胸びれを持つ。

爬虫類･鳥類･哺乳類を含む群、あるいは両生類以外の四足動物では全生活に渡って完全に陸上生活が可能な形で進化し、その過程で四肢を除く全てのひれを失った。しかし、その一部は再び水中や水辺の環境に進出し、その過程で、二次的にひれのような構造を獲得した。まず足指の間に水かきを獲得するのがよく見られるが、この形は遊泳により適すると同時に足指の指としての使用が可能な形である。さらに遊泳にのみ適する形で進化したものは指骨本来の指の本数が減少したり、また足全体や尾などが扁平化し、ひれのような役割を持つ動物も存在する。これらは、収斂の結果である場合も多い。
扁平化は左右からの場合もあれば腹背方向になる場合もある。爬虫類までは体を左右にくねらせる運動が簡単であるため、尾は左右扁平になるのに対して、鳥類･哺乳類では陸上での四肢による運動への適応から上下にくねらせる運動が優勢となっており、尾部は腹背から扁平になる例が多い。
水かきを持つ動物
- 単孔類
  - カモノハシ
- 哺乳類
  - ヤブイヌ
  - カワウソ類（ラッコを含む）
- 鳥類 - 水鳥などでは比較的に多い。
- 爬虫類
  - 淡水生のカメ類
  - ワニ類（主に後肢）
- 両生類
  - 無尾目（カエル類）の多くの種

体が扁平化した動物
- 爬虫類
  - ワニ類及びウミイグアナの尾。
  - ウミヘビの胴体
- 単孔類
  - カモノハシの尾。
- 哺乳類
  - ビーバーの尾。
- 両生類
  - 有尾類の尾。